# Atget (cráter)
Atget es un cráter de impacto de 100 km de diámetro del planeta Mercurio. Debe su nombre al fotógrafo francés  Eugène Atget (1857-1927), y su nombre fue aprobado por la  Unión Astronómica Internacional en 2008.
El cráter Atger se encuentra dentro de la cuenca Caloris, cerca del cráter Apollodorus y la Pantheon Fossa. Este cráter se distingue en la superficie del planeta Mercurio a causa de su color oscuro. El color oscuro del suelo de Atget contrasta con el de los otros cráteres dentro de la cuenca Caloris, que exhiben materiales brillantes en su superficie, como los cráteres  Kertész y Sander. Otros cráteres de Mercurio ,como  Basho y Neruda, tienen halos de materia oscura, pero el material oscuro no cubre los cráteres.